# Schneider CA1
Tancul Schneider CA1 este un vehicul militar blindat francez, pe șenile, utilizat în Primul Război Mondial. Acesta a fost primul tanc de luptă utilizat de armata franceză în anul 1917. Principalul său scop era să deschidă drumuri prin sârma ghimpată și să neutralizeze cuiburile de mitraliere inamice. Aproximativ 400 de exemplare au fost produse de către SOMUA, o subsidiară a companiei Schneider et Cie. Primele exemplare au fost livrate armatei franceze în septembrie 1916. Tancul Schneider CA1 a fost implicat în operațiuni de luptă începând cu data de 16 aprilie 1917 și a fost folosit în mod continuu până la semnarea armistițiului în 1918.

## Istorie

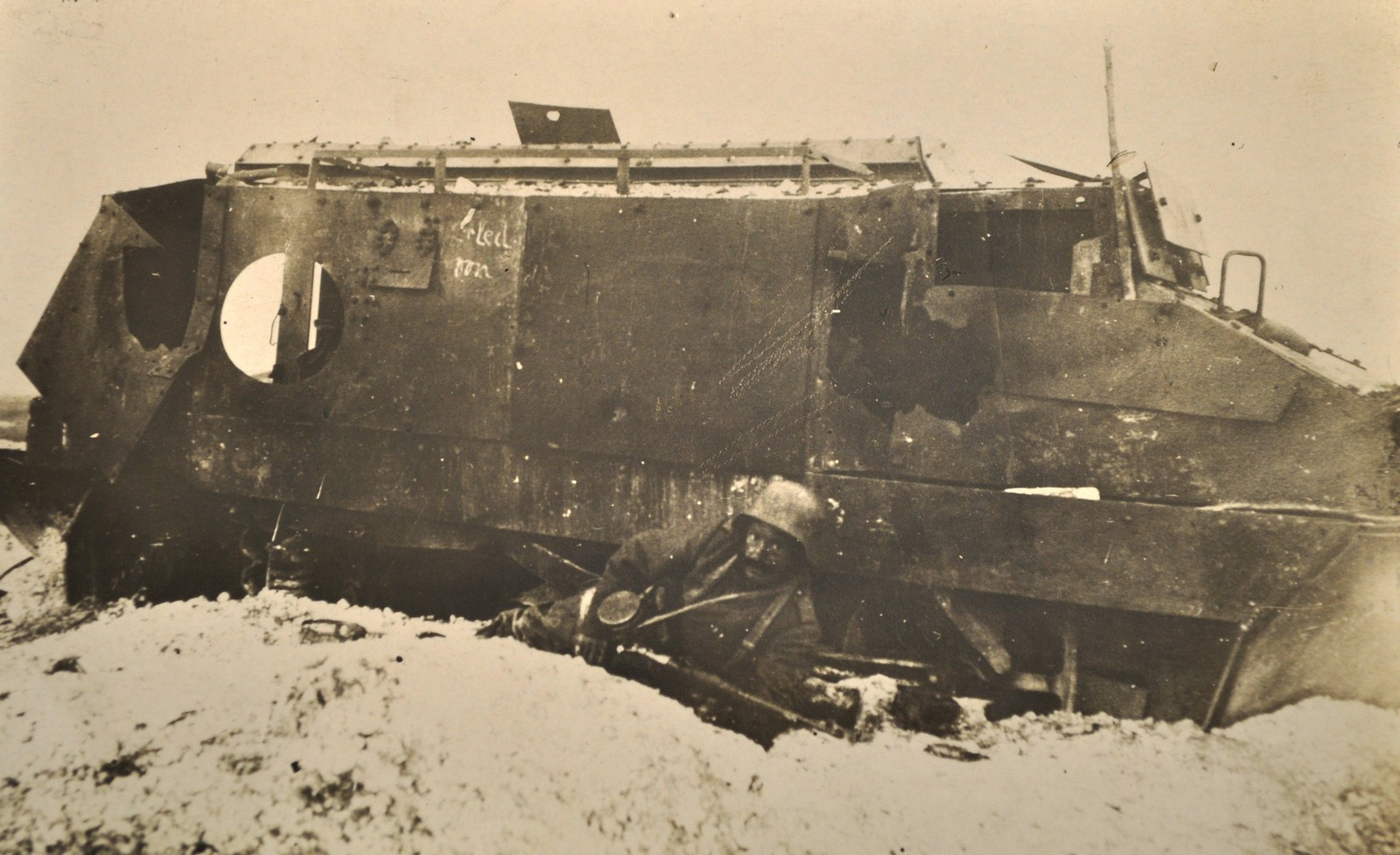
Tancul Schneider distrus de armata germană.

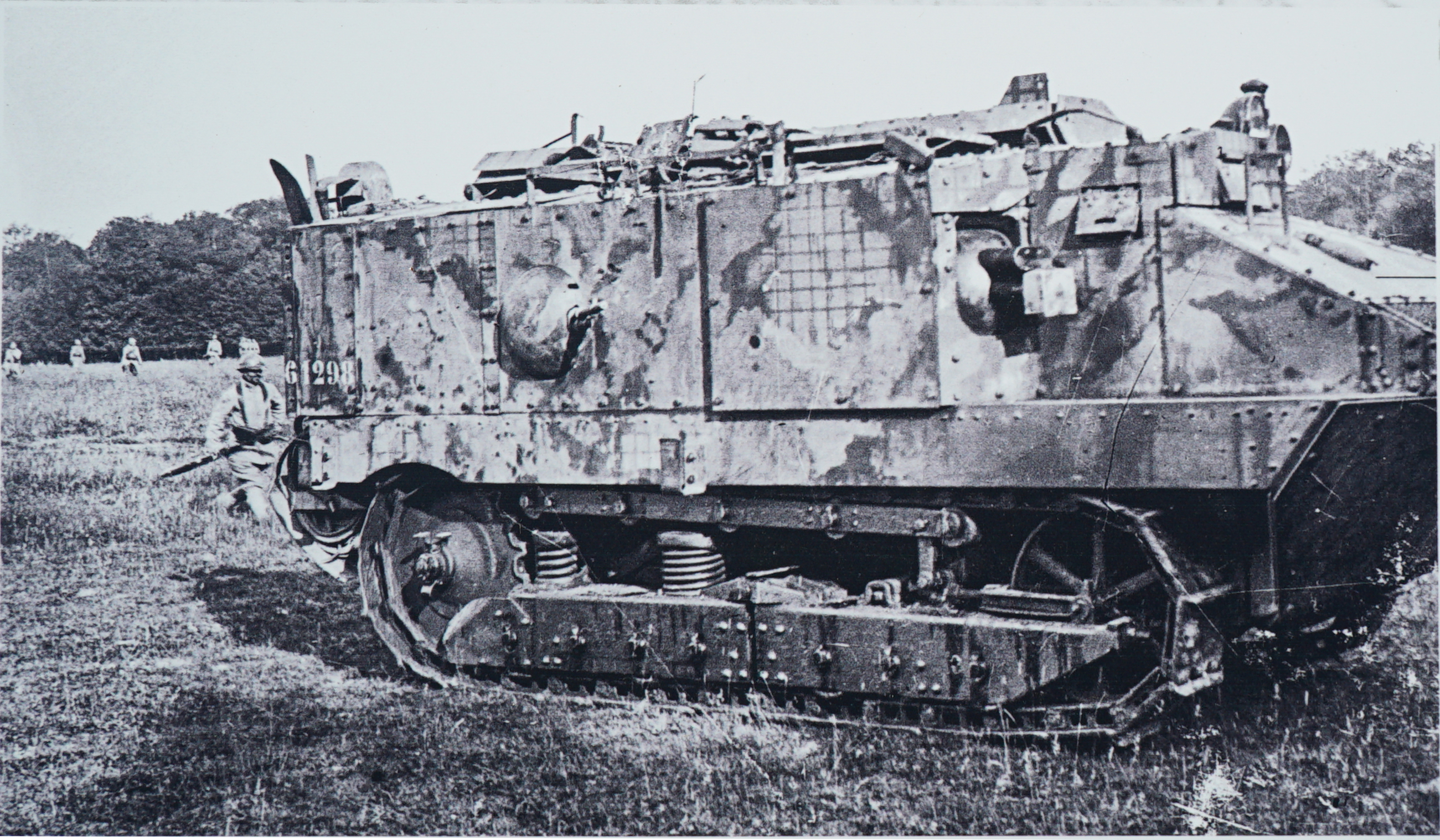
Unitate de infanterie avansând în spatele unui CA1 în 1918.

De la sfârșitul anului 1914, armata franceză a căutat o soluție pentru a contracara eficient mitralierele și sârma ghimpată întâlnite în războiul de tranșee. Era necesar un vehicul blindat și înarmat, capabil să se deplaseze pe terenurile distruse de bombardamentele de artilerie. În ianuarie 1915, compania Schneider et Cie a început să dezvolte un nou vehicul militar care să răspundă acestei cerințe, fiind inspirată de tractoarele agricole pe șenile Holt Caterpillar fabricate în Statele Unite, utilizate în scopuri de artilerie.
La sugestia colonelului Jean Baptiste Eugène Estienne, prototipul creat de Eugène Brillié a fost prezentat președintelui Republicii Franceze, Raymond Poincaré, pe data de 16 iunie 1915. Demonstrarea prototipului l-a convins pe președinte, astfel că au fost comandate zece unități. 
Un al doilea prototip, numit tractorul A, a fost dezvoltat în colaborare cu compania Compagnie des Forges et Aciéries de la Marine et d'Homécourt (FAMH) din Saint-Chamond. Pe măsură ce au apărut diferențe între prototipuri, fiecare companie și-a dezvoltat propriul vehicul: tancul Schneider CA1 pentru Schneider et Cie și tancul Saint-Chamond pentru FAMH.
Primele tancuri Schneider au fost livrate în luna septembrie 1916. Aceste tancuri au fost concepute pentru a fi operate de un echipaj format din șofer și cinci servanți. Vehiculul era dotat cu un tun scurt BS (Blockhaus Schneider) de calibrul 75 mm, montat în partea dreaptă din față, și două mitraliere Hotchkiss pe laterale, protejate de scuturi semisferice. În partea frontală a tancului se afla un arc prevăzut cu o șină de oțel, care avea rolul de a tăia și apoi zdrobi sârma ghimpată, facilitând în același timp traversarea tranșeelor.
Optzeci și două de tancuri Schneider au fost implicate în prima lor bătălie pe data de 16 aprilie 1917, la Berry-au-Bac, pe Chemin des Dames. În acest debut de luptă, mai mult de jumătate dintre tancuri au fost distruse de artileria inamică. Tancul Schneider se confrunta cu anumite dezavantaje, cum ar fi spațiul intern restrâns pentru un echipaj format din șase membri, precum și probleme legate de ventilație și câmpul de vizibilitate limitat. De asemenea, blindajul lateral inițial al tancului era insuficient (făcându-l vulnerabil la gloanțele germane cu miez de oțel "K") și rezervorul de combustibil era amplasat în partea frontală, ceea ce îl făcea extrem de vulnerabil. În versiunile ulterioare, rezervorul de combustibil a fost mutat în partea din spate, iar blindajul a fost îmbunătățit cu o suprablindare de 5,5 mm. De asemenea, muniția a fost depozitată orizontal, economisind spațiu și permițând adăugarea unei uși pe partea stângă. Motorul, cutiile de viteze și șenilele Schneider erau relativ fiabile, ceea ce explică de ce acest vehicul a rămas în serviciu și după încheierea Primului Război Mondial. 
Cu toate îmbunătățirile aduse blindajului, armata franceză a onorat comanda inițială de 400 de unități de tancuri Schneider CA1 de la SOMUA, dar nu a mai efectuat alte comenzi ulterioare. În schimb, s-a orientat către noile tancuri ușoare Renault FT, care au fost produse în peste 1.500 de exemplare până la încheierea războiului. Tancurile Schneider au rămas în serviciu până la armistițiu, fiind utilizate însoțind infanteria și tancurile Renault FT.
Un singur exemplar al tancului Schneider CA1 a supraviețuit și este expus la Muzeul Blindatelor din Saumur. Acest tanc a fost complet restaurat în stare de funcționare, inclusiv cu motorul și transmisiile sale originale, de către echipa de la Muzeul Blindatelor. Înainte de a fi returnat în Franța, acest tanc a fost conservat la Muzeul Munițiilor Armatei Statelor Unite din Maryland, SUA.